# Dániel Pauman
Dans le nom hongrois Pauman Dániel, le nom de famille précède le prénom, mais cet article utilise l’ordre habituel en français Dániel Pauman, où le prénom précède le nom.
Dániel Pauman, né le 13 août 1986 à Vác, est un kayakiste hongrois.
Aux Jeux olympiques d'été de 2012 à Londres, il a été médaillé d'argent de kayak à quatre 1 000 m avec Zoltán Kammerer, Tamás Kulifai et Dávid Tóth.